# Solfara Abate Figlia
La solfara Abate Figlia o miniera Abate Figlia  è stata una miniera di zolfo sita in provincia di Caltanissetta nei pressi del comune di Sutera in località Cimicia di proprietà dei PP. Benedettini di Palermo.
La solfara, già attiva nel 1839, oggi è abbandonata.